# Міни в Україні

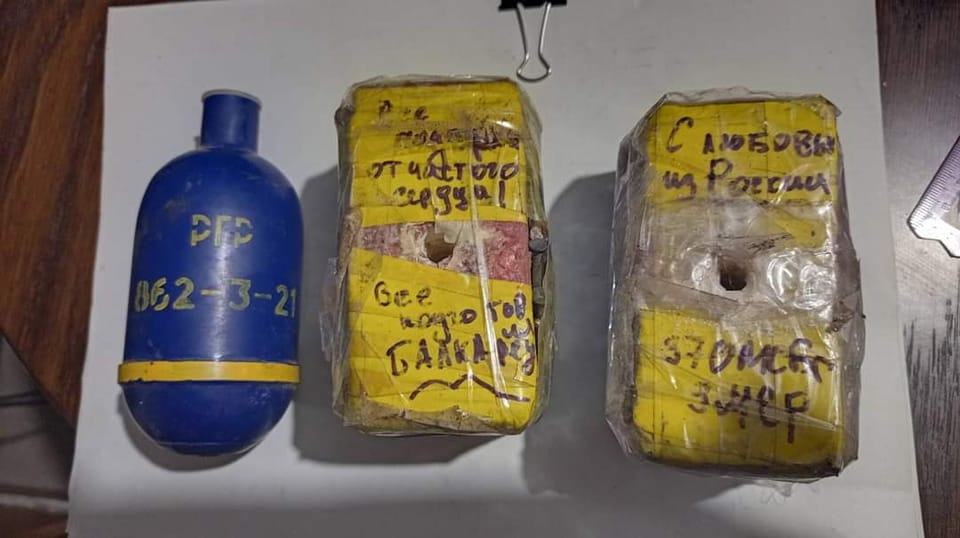
Російські міни, знайдені під час Херсонського контрнаступу 2022 року

Україна посідає одне з найвищих місць у світі за кількістю втрат серед цивільного населення від наземних мін і боєприпасів, що не розірвалися, а також за кількістю інцидентів з протитранспортними мінами. Під час російського вторгнення в Україну в 2022 році Червоний Хрест заявив, що один із запропонованих Російською Федерацією маршрутів евакуації був замінований. За даними Human Rights Watch, у червні 2022 року «Росія є єдиною стороною конфлікту, яка, як відомо, застосувала заборонені протипіхотні міни, тоді як і Росія, і Україна застосували протитранспортні міни».
Оскільки територія України, за часів найбільших війн (Перша та Друга світова) перебувала в епіцентрі подій, її територію та населення не оминула проблема, що пов'язана з мінуванням та розмінуванням у мирний час. Попри те, що, наприклад, Друга світова війна вже давно закінчилась, сапери ДСНС щоденно вилучають вибухонебезпечні предмети, а внаслідок випадкових знахідок гинуть люди.
З початком війни на Сході України підрозділи розмінування військових та аварійно-рятувальних формувань працюють на звільнених територіях Донецької та Луганської областей. Під час роботи фахівці з розмінування мають справу з великою кількістю залишених терористами розтяжок, мін та інших боєприпасів, які не розірвалися. За час проведення АТО військовослужбовці розмінували 63 об'єкти місцевої інфраструктури. За інформацією груп розмінування Збройних Сил України, які залучені в проведенні АТО на Сході України, за період їхньої роботи станом на листопад 2014 року, було виявлено та знешкоджено понад 10 670 вибухонебезпечних предметів.
Проблема розмінування земель та лісів буде нагадувати про себе впродовж тривалого часу після завершення російсько-української війни, проте Міністерству оборони України ще 2014 року було дане завдання спільно з Державною службою з надзвичайних ситуацій розробити план розмінування звільнених від ворога територій України, зокрема Донецької та Луганської областей.

## Російсько-українська війна
Станом на початок 2024 року в Україні над розмінуванням працюють 3884 саперів у складі 641 піротехнічної групи. За 2023 рік саперам вдалося розмінувати 274 тис. га сільгоспземель. На майбутнє уряд визначив 512 тис. га пріоритетних для розмінування сільгоспугідь, з яких на Херсонщину припадає майже половина (248 тис.).
У 2024 році підрозділи Міністерства оборони України розмінували 252 823,23 га територій, що були забруднені вибухонебезпечними предметами.

### Миколаївська область
За повідомленнями Миколаївської ОВА, станом на весну 2024 року, близько 18 % орних земель області все ще є замінованими. У 2024 році Уряд визначив пріоритетними для розмінування 44 тисячі гектар Миколаївщини, але за січень і лютий сапери змогли розмінувати в області лише 2,2 тисячі гектарів, хоча на сусідній Херсонщині ця цифра є в 20 разів вищою.

### Херсонська область
Деокуповане правобережжя Херсонщини українська влада поставила за ціль розмінувати до кінця 2025 року. Йдеться про 683 тисячі гектарів землі. За підсумками 2023 року, Херсонська ОВА доповіла про 160 тисяч гектар розмінованих земель. А станом на кінець березня 2024 стало відомо про 40 % розмінованих сільськогосподарських земель (206 тисяч гектар). У області працюють 1265 вибухотехніків.

### Акваторія Чорного та Азовського моря
Російські військові скидають у Чорне море міни з літаків. Протягом 2023 року близько півсотні мін приплили до узбережжя або підірвалися в акваторії після шторму. У морях також безліч незнешкоджених мін.
У військово-морських силах України стверджують, що на розмінування основних портів та торговельних шляхів у разі завершення війни знадобиться кілька місяців, всієї акваторії морів - приблизно 5 років.  Проте навіть після цього терміну для ВМС залишиться робота. Оскільки спеціалісти й досі знаходять зразки протимінного озброєння Першої та Другої світових війн. За їх підрахунками, кількість лише історичних мін оцінюється в 30-40 тисяч одиниць.

#### Міжнародна співпраця щодо розмінування
Болгарія, Румунія та Туреччина 11 січня 2024 року у Стамбулі підписали меморандум про взаєморозуміння щодо створення Чорноморської військово-морської протимінної групи (MSM Black Sea), який діятиме протягом трьох років. Три країни-члени НАТО планують створити спільний флот, який знешкоджуватиме міни у частинах Чорного моря біля Туреччини, Румунії і Болгарії. Військові кораблі цих країн спільно патрулюватимуть і очищатимуть акваторію моря від вибухонебезпечних пристроїв.

## В культурі

### Музика
- ТНМК — Дивись під ноги! Дивись, куди йдеш! (пісня та відеокліп, січень 2023)